# ADEG Österreich
Die Rewe Großhandel GmbH ist ein österreichisches Handelsunternehmen, das zur Rewe International AG gehört. Die Gesellschaft geht auf die Arbeitsgemeinschaft der Einkaufsgenossenschaften (kurz ADEG) zurück und tritt unter dem Markennamen ADEG Österreich auf.

## Geschichte
Den Grundstein legten 1895 einige Kaufleute aus der Steiermark, die eine Einkaufsgenossenschaft gründeten und damit auch Vorbild für die Entwicklung in den anderen Bundesländern waren. Um die Einkaufskonditionen noch weiter zu verbessern, schlossen sich 1929 die in Österreich tätigen Genossenschaften zu einem Dachverband zusammen, als neuer Auftritt wurde die ADEG-Marke geschaffen.
Die bald folgenden Kriegsjahre hemmten den Fortschritt durch Warenmangel, Kontingentierung und Bewirtschaftung. Nach 1945 kämpfte man zuerst mit Kriegsschäden, entwerteten RM-Beträgen und Sperrkonten, trotzdem konnte zum Beispiel ein in Niederösterreich beheimateter ADEG-Partner, genannt Einkaufsgenossenschaft St. Pölten (kurz EKAGE), bereits drei Jahre später vermelden, dass die Kriegsschäden buchmäßig überwunden waren und der Betrieb mit voller Kapazität rationell arbeitete.
Im Jahr 1948 waren in der ADEG 21 Einkaufsgenossenschaften vereint, es wurden mehr als 4500 Geschäfte beliefert, die wiederum etwa eine Million Verbraucher versorgten. Die Lagerhäuser der Mitgliedsgenossenschaften waren in Wien, Baden, St. Pölten, Linz, Kremsmünster, Sierning, Bad Ischl, Salzburg, Graz, Bruck/Mur, Leoben, Liezen, Murau, Judenburg, Villach, Innsbruck und Bregenz.
Ab 1960 begann ein neues Kapitel der Organisation: Die Großeinkauf Waldviertler Kaufleute reg. Gen.m.b.H. fusionierte mit der ADEG Österreich reg.Gen.m.b.H., damit entwickelte sich diese immer mehr von der reinen Dachorganisation hin zum Einzelhändler.
1975 war dann eines der größten Umstrukturierungsjahre der Geschichte. In einem ersten Schritt wurden noch weitere Genossenschaften mit Sitz in Baden, Linz und Wels einverleibt, dadurch wurde die ADEG Österreich zum größten Betrieb im Verbund. Als Nächstes folgte nach dieser Verschmelzung die Gründung einer neuen Aktiengesellschaft, die ADEG Österreich Handels-AG. Das operative Geschäft der Großgenossenschaft wurde als Sacheinlage in die neue Firma eingebracht, weiters beteiligten sich die anderen Genossenschaften.
Zu einer weiteren Fusion im großen Stil kam es 1987, als die Partner in Klagenfurt, Villach, Hall/Tirol und Leoben (Adeg-Obersteiermark) in die ADEG Österreich reg. Gen.m.b.H. integriert wurden. Bis 1992 folgten dann noch Pinkafeld, Zell am See und Graz, dadurch verringerte sich die Zahl der ADEG-Genossenschaften auf zwei. Seit 1992 gibt es somit nur mehr die Großgenossenschaft ADEG Österreich und die bis heute unabhängige ADEG Wolfsberg e.Gen.
1994 befand sich die ADEG Österreich Handels-AG zu 97,36 % im Besitz der ADEG Österreich Genossenschaft, 2,64 % wurden von ADEG Wolfsberg gehalten. Der Konzern umfasste 7 Großhandelshäuser, 109 Eigenfilialen und 1388 ADEG-Geschäfte, die mit 9400 Mitarbeitern (nur AG: 2000) einen Umsatz von 30 Milliarden Schilling erreichten. In den frühen 1990er Jahren führte ADEG Alfred Hahn, einen anthropomorphen Hahn, als Werbefigur ein. Die Figur wurde nach der Übernahme der Werbekampagnen des Unternehmens durch die JWT Wien Werbeagentur GmbH im Jahr 2005 gestrichen. Der Hahn trug ein auffällig weißes Federkleid, einen leuchtend roten Kamm sowie rote Kehllappen. Er hatte einen gelben Schnabel und grüne Augen und war meist in einem grünen Anzug mit hellgrünem Gilet, weißem Hemd und roter Krawatte dargestellt.
In den weiteren 1990er Jahren begann eine Kooperation mit der deutschen Edeka-Gruppe. Im weiteren Verlauf kauften Edeka Chiemgau und Edeka Süd je 25 % der Aktien, ADEG Österreich Genossenschaft hielt zunächst bei 50 %, ab 2001 sank der Anteil auf 25 %. Etliche Bereiche, wie Einkauf, EDV und Controlling, wurden nun bei der Konzernmutter konzentriert, auch die Verkaufsschienen Magnet und Neukauf wurden in Edeka umbenannt.
Nur kurz darauf, im Jahr 2006, begann aber wieder der Ausstieg von Edeka, zugleich beteiligte sich die Rewe Group mit 24,9 % an der ADEG Österreich Handels-AG. Damit begann eine Kooperation, die sehr rasch bis zur Übernahme des Alleineigentums und die Integration von ADEG in die Rewe International AG ausgebaut wurde.
Seit Oktober 2022 ist ADEG eine Marke der Rewe Großhandel GmbH, diese betreut die selbständigen ADEG-Kaufleute.

## Unternehmen
Nach dem Ausstieg der deutschen Edeka im Jahr 2006 erhielt das Unternehmen ein neues Design, das ab Mai 2007 schrittweise in allen Standorten umgesetzt wird. Weiters wurden die E-Center Verbrauchermärkte und die ADEG Center rückumbenannt in Magnet. Dieser Vorgang wurde 2008 fortgesetzt. Die Rewe International hielt bis Mitte 2010 75 % der Anteile an der ADEG. Die restlichen Anteile besaß die ADEG Genossenschaft (Kaufleute) selbst. Die Anteilserhöhung der Rewe Group Austria an ADEG wurde durch die Europäische Kommission in Phase 1 mit Auflagen genehmigt. Mitte 2010 übernahm Rewe alle restlichen Anteile.
Als Tochterunternehmen der ADEG Österreich Handels-AG fungieren die
- C&C Abholmärkte GmbH,
- ADEG Markt GmbH und die
- ADEG Verbrauchermärkte GmbH

Ein ehemaliger ADEG-Betrieb war die „efef“-Fleischwaren GmbH. Die „efef“ wurde 1978 von den beiden ADEG-Kaufleuten Heinz Model und Kuno Riedmann gegründet. Mit 2011 erfolgte die Übernahme durch die Rewe Group und Umfirmierung auf „Rewe Austria Fleischwaren GmbH“. 2018 wurde bekanntgegeben, dass Rewe Austria Fleischwaren am Standort Hohenems noch im selben Jahr geschlossen werden soll.
Die Unternehmensphilosophie fußt hinsichtlich Warenangebot und Kundenbetreuung auf den Säulen von Frische, Qualität, Freundlichkeit, Service und Kompetenz. Darüber hinaus demonstriert nach eigenen Angaben Verantwortung gegenüber seinen Mitarbeitern und gegenüber der Umwelt. Mit dem Verkauf hat sich die Genossenschaft in einer Partnerschaftsvereinbarung noch einen gewissen Einfluss gesichert, die Kaufleute behalten einen Sitz im Aufsichtsrat der AG, in vier Gremien können sie bei operativen und strategischen Entscheidungen mitreden.

### Großhandel
Von 2004 bis 2010 befand sich die Zentrale der ADEG Österreich in Bergheim bei Salzburg, seitdem sitzt ADEG in der Rewe-Zentrale in Wiener Neudorf. Dort laufen sämtliche Fäden für das Großhandelsgeschäft, die Lagerlogistik und den operativen Bereich zusammen.
Ab 1998, mit der Schließung des Logistikzentrums Wels, gliederte sich der Großhandel in die Standorte Bergheim, Lauterach, St. Pölten, Traboch und Spittal/Drau, diese Betriebsstätte war zugleich ein Trockensortiment-Zentrallager.
Mit der fortlaufenden Integration in den Rewe-Konzern wurde 2006 das Lager Traboch geschlossen, in Bergheim 2007 das Großlager und 2010 der Verwaltungssitz aufgelöst. Der Schlussstrich unter die selbständige ADEG-Logistik bildete, ebenfalls 2010, die Übergabe der restlichen Auslieferungslager an Rewe.
Weil zusätzlich zur Auflösung der Logistik auch die Eigenfilialen zur Gänze an Kaufleute oder an Rewe übergeben wurden, sind in der ADEG AG praktisch alle Dienstposten für Lagerarbeiter und Handelangestellte weggefallen, somit erklärt sich auch der überaus starke Rückgang der Dienstnehmeranzahl von einstmals ca. 2800 auf 100 Mitarbeiter.
Die AGM-Betriebe in Hohenems und Lauterach wurden im Frühjahr 2022 geschlossen.

### Einzelhandel
Die Eigenfilialen der ADEG AG wurden Anfang 2010 alle verkauft oder zugesperrt. 19 Magnet-Verbrauchermärkte wurden bis Ende 2009 in Merkurmärkte umgewandelt. Darüber hinaus werden aber auch noch zahlreiche Kaufleute ohne ADEG-Kennzeichnung von ADEG beliefert. Es sind dies die flächenmäßig kleinsten Unternehmen, die von selbständigen Kaufleuten geführt werden.
Im Jahr 2016 existierten in Österreich rund 300 ADEG-Standorte. Der Gesamtumsatz für 2016 belief sich auf 442,9 Mio. Euro, die insgesamt auf einer Verkaufsfläche von 90.000 m² erwirtschaftet wurden. Für den einzelnen ADEG-Kaufmann liegt daher der Durchschnitt bei einem Umsatz von 1,46 Mio. Euro und circa 300 m² Verkaufsfläche. Der Marktanteil im österreichischen Lebensmitteleinzelhandel lag bei 2,2 Prozent.

### AGM-Gastronomie-Märkte
Die ADEG-Gruppe verfügte mit 19 AGM-Märkten mit ca. 82.000 m² Gesamt-Verkaufsfläche in allen neun Bundesländern nach eigenen Angaben über das dichteste Vertriebsnetz für Gastronomie- und Großverbraucherbetriebe und über eine vollständige Flächendeckung:
- C&C Abholgroßmärkte Ges.m.b.H. mit den Märkten in Neusiedl am See, Wiener Neustadt, Klagenfurt, Spittal/Drau, St. Pölten, Graz, Hartberg, Liezen, Bludenz, Lauterach, Hohenems, Wien (Donaustadt, Floridsdorf)
- ADEG Zell am See GmbH mit den Märkten in Bergheim, Altenmarkt/Pongau, Bad Hofgastein, Maishofen, Hall/Tirol
- die unabhängige ADEG Wolfsberg e.Gen. mit den AGM-Märkten in Wolfsberg und St. Kanzian/Klopeiner See (letzterer nur Sommerbetrieb)

Mit einem Jahresumsatz von rund 270 Mio. Euro war die ADEG der größte Anbieter für Gastronomie- und Großverbraucherkunden in Österreich und rangiert mit einem geschätzten Marktanteil von deutlich über 20 % auf Platz eins. AGM beschäftigt derzeit österreichweit 900 Mitarbeiter (Stand: Februar 2018).
Im September 2021 meldete die deutsche Metro AG die Absicht an, neun Standorte von AGM übernehmen zu wollen. Mit Bescheid der Bundeswettbewerbsbehörde vom 24. März 2022 wurde festgestellt:
Die bisherigen AGM-Filialen in Graz, Hartberg, Liezen, Neusiedl am See, Spittal/Drau, St. Pölten und Wiener Neustadt werden von Metro Cash & Carry Österreich übernommen. Die Standorte Bludenz und Klagenfurt gehen an Mitbewerber.
Die ADEG Zell am See bleibt mit den fünf Märkten selbständig, kooperiert jedoch ab Mai 2022 unter dem Namen Alpin Gastro Markt mit Eurogast. Die zwei Märkte in Wolfsberg und St. Kanzian/Klopeiner See werden von Kastner übernommen.

## ADEG als Marke der Rewe Großhandel
Seit Oktober 2022 ist ADEG Österreich eine Marke der Rewe Großhandel GmbH. Das im Juli 2022 bei Billa neu gegründete Vorstandsressort „Großhandel und Kaufleute“ fungiert als Support sowohl für die Rewe Großhandel GmbH und deren ADEG Kaufleute als auch für die neu eingeführten Billa-Kaufleute. Beide Systeme der Selbständigkeit bei Rewe Österreich (ADEG, Billa) sollen parallel nebeneinander existieren. Das Vorstandsressort Großhandel und Kaufleute dient nicht nur als Support, sondern bündelt Stärken und Expertisen der beiden Konzepte. Der erste selbständige Billa-Kaufmann in Österreich eröffnete im Oktober 2022.

## ADEG Wolfsberg
Die einzige noch selbständige ADEG-Genossenschaft war die im Jahr 1953 gegründete ADEG Wolfsberg e.Gen. Das Liefergebiet umfasste die Bezirke Wolfsberg und Völkermarkt in Kärnten. Die Genossenschaft beschäftigte mit Stand 2018 etwa 285 Arbeitnehmer und betrieb ein Einkaufszentrum mit 20 Shops (Euco-Center Wolfsberg) und 18 ADEG-Eigenmärkte. Die zwei AGM-Märkte wurden 2022 verkauft. Zusätzlich fungierte sie als Großhändler für sechs private ADEG-Kaufleute, die Raiffeisen-Lagerhäuser im Lavanttal und einige weitere Lieferstellen. Während alle anderen früheren ADEG-Genossenschaften mit der Zeit in die ADEG Österreich fusionierten, war die ADEG Wolfsberg weiterhin eine selbständige Genossenschaft. Vor der Neustrukturierung von ADEG Österreich durch Rewe war diese Genossenschaft auch Aktionär an der ADEG AG. Nachher bestand eine Verbindung mit der ADEG AG (bzw. mit dem Rewe-Konzern) als „Systempartner“ durch einen Kooperationsvertrag (Liefervertrag).
Im Juli 2023 übernahm Rewe fünf Märkte von ADEG Wolfsberg. Drei weitere Standorte und das Zentralbetriebslager wurden geschlossen. ADEG Wolfsberg zog sich aus den Lebensmittelgroßhandel zurück.
Im Laufe des Jahres 2024 wurden die verbliebenen Filialen abgegeben oder geschlossen. Ende 2024 stellte ADEG Wolfsberg den operativen Betrieb ein, gefolgt vom Beschluss der Generalversammlung, die Genossenschaft aufzulösen. Anfang 2025 wurde im Firmenbuch die Auflösung und Liquidation des Unternehmens vermerkt.